# 도쿠가와 요시노부
도쿠가와 요시노부(일본어: 徳川 慶喜, 1837년 10월 28일 - 1913년 11월 22일)는 에도 막부의 15대이자 마지막 쇼군이다.
반 막부세력과의 대립 끝에 1866년 제 2차 죠슈 정벌을 끝으로 패배당하여 더 이상의 정권 유지는 불가능해졌음을 깨닫고, 1867년 국가의 통치권을 메이지 천황에게 반환하는 대정봉환을 통해 265년 간 이어진 막부의 막을 스스로 내렸다.
이로써 일본은 왕정복고가 이루어져 부국강병의 기치하에 근대화를 추진하는 메이지 유신이 이루어져 새 시대를 맞게 된다. 1902년 공작위를 받아 도쿠가와 요시노부 공작가를 개창했다.

## 생애

### 유년기
덴포(天保) 8년(1837년) 9월 29일, 에도(江戸) ・ 고이시카와(小石川)의 미토번(水戸藩) 번저(藩邸)에서 미토 번 제9대 번주 도쿠가와 나리아키(徳川斉昭)의 일곱째 아들로 태어났다. 어머니는 아리스가와노미야 오리히토 친왕(有栖川宮織仁親王)의 딸 요시코 여왕(吉子女王)이었다. 어렸을 때의 이름은 마쓰다이라 시치로마로(松平七郎麻呂, まつだいら しちろうまろ)였다.
존경하는 제2대 번주 미쓰쿠니(光圀)의 교육 방침을 답습하고 있던 나리아키는 「자녀는 에도의 화려한 풍속에 물들지 않도록 구니 가까운 곳(즉 미토)에서 기른다」는 교육방침대로 덴포 9년(1838년) 4월에 생후 7개월의 시치로마로를 에도(江戸)에서 미토(水戸)로 옮겼다. 고카(弘化) 4년(1847년) 8월에 막부로부터 히토쓰바시 도쿠가와(一橋徳川) 집안 상속을 포함해 에도 출부(出府)를 명받을 때까지, 9년 동안 미토에서 살았다. 그 사이 미토 번에서 세운 학교인 번교(藩校) ・ 고도칸(弘道館)에서 학자이자 사학자였던 번사 아이자와 세이시사이(会沢正志斎) 등으로부터 학문과 무술을 배웠다. 시치로마로의 영매함은 당시에도 이미 주목을 받았던 듯、나리아키도 다른 집안에서 양자를 들이지 않고 장남 ・ 요시아쓰(慶篤)의 대리로 잠시 가까이에 두고자 생각하고 있었다. 이 사이에 시치로마로는 아버지 나리아키로부터 이름 한 자를 받아서 마쓰다이라 아키무네(松平昭致, まつだいら あきむね)라 이름하였다.

### 히토쓰바시 집안을 잇다
로주(老中) ・ 아베 마사히로(阿部正弘)가 「아키무네를 어삼경(御三卿) ・ 히토쓰바시 집안(一橋家)의 뒤를 잇게 했으면 한다」라는 12대 쇼군 이에요시(家慶)의 사소(思召, 의향)을 고카 4년(1847년) 8월 1일에 미토 번에 전달했는데, 이에요시의 사소를 받아들여서 아키무네는 8월 15일에 미토를 떠나 9월 1일에 히토쓰바시 집안을 이었고, 12월 1일에 이에요시로부터 이름자 한 자를 받아서 히토쓰바시 요시노부(一橋慶喜)라 이름하였다.
이에요시는 종종 히토쓰바시 가문 저택을 방문하는 등 요시무네를 쇼군의 뒤를 이을 유력한 후보자로써 생각하고 있었으나, 아베 마사히로의 간언으로 단념하였다.

### 쇼군의 뒤를 이을 자는 누구인가
가에이(嘉永) 6년(1853년), 미국의 페리 제독이 이끄는 미국 군함이 일본에 나타나 일본의 개항을 요구한, 이른바 흑선 내항(黒船来航)으로 혼란이 극에 달한 와중에 쇼군 이에요시가 병사하고, 그 뒤를 이어 쇼군이 된 이에사다(家定)는 병약한 몸으로 자손을 볼 가능성이 없었기에, 쇼군의 후사를 놓고 이른바 장군 후사 문제(将軍継嗣問題)가 떠오르게 된다. 요시노부를 지지하던 나리아키나 아베 마사히로, 사쓰마번(薩摩藩) 번주 ・ 시마즈 나리아키라(島津斉彬) 등의 히토쓰바시 파(一橋派)과 이에 맞서 기슈 번(紀州藩)의 번주 도쿠가와 요시토미(徳川慶福)를 지지하는 히코네 번(彦根藩) 번주 ・ 이이 나오스케(井伊直弼)나 쇼군 이에사다의 생모인 혼주인(本寿院)을 비롯한 오오쿠(大奥)의 난키파(南紀派)가 대립하게 된다. 그러나 아베 마사히로 ・ 시마즈 나리아키라가 차례로 사망하고 히토쓰바시 파는 힘을 잃었고, 안세이(安政) 5년(1858년) 대로(大老)가 된 이이 나오스케의 재정으로 쇼군의 뒤를 잇는 것은 요시토미, 즉 훗날의 도쿠가와 이에모치(徳川家茂)로 결정된다.
그리고 같은 해에 이이 나오스케는 천황의 칙허도 받지 않고 미일수호통상조약을 조인하였다. 요시노부는 아버지 나리아키나 후쿠이번(福井藩)의 번주 마쓰다이라 요시나가(松平慶永) 등과 함께 에도로 가서 천황의 칙허도 없이 독단으로 미국과 불평등 조약을 맺은 나오스케를 힐문하였고, 이듬해인 안세이 6년(1859년) 요시노부에 대한 은거 근신 처분이 내려졌다(안세이의 대옥). 이 날은 삼경(三卿)이 등성(登城) 즉 성에 오른 날로 나리아키나 요시나가와는 달리 불시에 간 것이 아니라 죄상이 확실하지 않은 처분이었다.
한편 요시노부 본인은 쇼군의 후사 물망에 오르는 것에 대해 별로 내키지 않았던지, 「뼈를 부러뜨려가며 쇼군이 되느니 처음부터 아예 쇼군이 되지 않는 것이 훨씬 낫습니다.」(骨折れ候故、...... 天下を取り候て後、仕損じ候よりは、天下を取らざる方、大いに勝るかと存じ奉り候)라는 주지의 편지를 아버지 나리아키에게 보내기도 했다.

### 쇼군의 후견인
안세이 7년(1860년) 3월 3일 사쿠라다문 밖의 변(桜田門外の変)으로 이이 나오스케가 암살을 당하고, 만엔(万延) 원년(1860년) 9월 4일 두려움을 느낀 막부는 요시노부에 대한 근신을 해제하였다.
분큐(文久) 2년(1862년) 사쓰마의 시마즈 히사미쓰(島津久光)와 교토 조정의 칙사(勅使) ・ 오하라 시게토미(大原重徳)가 사쓰마 번병(藩兵)을 거느리고 에도로 들어 왔고, 고메이 천황의 칙명을 방패로 막부의 지도부 인사에 대한 억지 개입을 행해, 7월 6일, 요시노부를 쇼군의 후견직(後見職)으로, 마쓰다이라 슌가쿠를 정사총재직(政事総裁職)으로 임명시키는데 성공하였다. 요시노부와 슌가쿠는 분큐의 개혁(文久の改革)이라 불리는 막부 정치 개혁을 행하였고, 교토 수호직(京都守護職)의 설치, 참근교대(参勤交代) 완화 등이 시행되었다. 그러나 이에 의해 히사미쓰는 막부 신료들로부터 원한을 사게 되었고 후의 막부 붕괴의 한 복선이 되었으며 히사미쓰 자신도 권력을 잃는 결과를 초래하게 된다.
분큐 3년(1863년) 양이(攘夷), 즉 서구 열강 세력에 대한 무력 항쟁의 실현에 대한 조정과의 협의를 위해, 도쿠가와 이에모치가 쇼군으로써는 에도 막부 개창 230년 만에 처음으로 교토로 상경하게 되었는데, 요시노부는 이때에 이에모치의 선구(先駆)로써 교토로 함께 갔으며, 쇼군의 묘다이(名代)로써 조정과의 교섭에 나섰다. 요시노부는 조정에 대해 양이 실행을 포함한 국정 전반을 종래대로 막부에게 위임할 것인지, 정권을 조정에 반납해 올릴 것인지 두 가지 가운데 하나를 택할 것을 독촉하였다. 그러나 조정으로부터는 막부에 대한 대정(大政) 즉 국정 문제 위임을 인정하며 한편으로 「국사에 관해서는 여러 번(藩)에 직접 명령을 내려도 좋다」는 견해를 표명하였고, 거꾸로 막부는 양이 실행을 명령받는 등, 교섭은 성공적이지 못한 상태로 끝났다. 슌가쿠가 조정의 요구에 반발해 정사총재직에 대한 사표를 제출한 것과는 달리 요시노부는 이를 받아들이겠다는 자세를 보였고, 막부 각료들의 맹렬한 반발을 초래하였다. 그러나 요시노부 본인도 내심 양이 실행을 바라지 않았고, 고메이 천황(孝明天皇)이 이와시미즈 하치만구(石清水八幡宮)로 행행하여 양이 기원의 기도를 거행함에 있어 쇼군이 천황으로부터 절도(節刀)를 받게 되면 양이를 결행하지 않으면 안 되었기 때문에, 「감기몸살」(風邪発熱)이라며 이에모치의 배알을 갑작스럽게 취소시켰다.
에도로 돌아온 요시노부는 양이 거부를 주장하는 막부 각료들을 찍어누르고 양이 실행 방책으로써 요코하마 항(横浜港)의 폐쇄 방침을 확정하였다. 8월 18일 정변(八月十八日の政変)으로 조슈 번(長州藩)을 중심으로 하는 존황양이파(尊皇攘夷派)를 배척한 뒤, 공무합체파(公武合体派) 제후 ・ 막부 각료에 의한 참예회의(参預会議)에 참가하고자 다시금 교토로 향했으나, 이곳에서도 요시노부는 요코하마 폐쇄에 반대하는 참예 제후 시마즈 히사미쓰 ・ 마쓰다이라 슌가쿠 등과 대립하였다. 사쓰마 번에 의한 조정의 주도를 경계하고 있던 요시노부는 참예제후를 조정으로부터 배제하는 움직임을 보였고, 나카가와노미야 아사히코 친왕(中川宮朝彦親王) 등과의 술자리에 일부러 만취할 정도로 술을 마시고 그 자리에 동석해 있던 다테 무네나리(伊達宗城)나 슌가쿠, 히사미쓰를 향해 「이런 천하의 간사한 놈들아」(天下の奸物である)라고 욕을 퍼붓고(이때가 그들의 첫 대면이었다) 나아가 나카가와노미야를 향해서도 「시마즈한테서 얼마나 받아먹으셨소?」 등의 폭언을 해서 체제를 붕괴로 몰아가는 등, 도쿠가와 집안의 주도권을 넘겨주지 않기 위해 수단을 가리지 않는 교섭을 행했다.

### 긴리고쇼에이소쿠(禁裏御守衛総督) 취임
참예회의 해체 뒤인 겐지(元治) 원년(1864년) 3월 25일, 요시노부는 쇼군 후견직을 사임하고, 조정의 신하로써의 성격을 가진 긴리고쇼에이소쿠(禁裏御守衛総督)에 취임하였다. 이후 요시노부는 교토에서 다케다 고운사이(武田耕雲斎) 등 미토 번 집행부나 돗토리 번(鳥取藩) 번주 이케다 요시토미(池田慶徳)、오카야마 번(岡山藩) 번주 이케다 모치마사(池田茂政)과 제휴해 막부 중앙으로부터 반독립적인 세력 기반을 구축하였다. 에도에서는 맹우인 정사총재직 마쓰다이라 나오카쓰(松平直克, 가와고시 번川越藩 번주)와도 연계해서 조정의 의향에 따라 요코하마 폐쇄를 지속할 것을 추진하였으나, 덴구토의 난(天狗党の乱)에 대한 대처를 놓고 막부 각료 내의 대립이 격화되어 6월에 나오카쓰가 실각하고 요시노부가 권력 근거로 삼고 있던 요코하마 번의 폐쇄 노선은 사실상 무너졌다.
7월에는 금문의 변(禁門の変)이 일어나 요시노부가 고쇼(御所)의 수비군을 지휘해 다카쓰카사(鷹司) 가문의 저택을 점령하고 있던 조슈 번의 군을 공격할 때에는 역대 에도 쇼군 가운데서 유일하게 전쟁의 와중에 말을 타지도 않고 적과 싸웠다. 금문의 변을 계기로 요시노부는 이제까지의 존황양이파에 대한 융화적인 태도를 버리고 아이즈 번(会津藩) ・ 구와나 번(桑名藩) 등과의 제휴가 본격화되게 된다(일회상체제一会桑体制) 또한 로쥬(老中)인 혼쇼 무네히데(本庄宗秀) ・ 아베 마사토(阿部正外)가 병사를 거느리고 교토로 올라와서 요시노부를 에도로 연행하려 하였으나 실패하였다. 한편으로 장기화되고 있던 덴구토의 난 처리를 놓고 요시노부 자신을 지지하고 있던 다케다 고운사이 등 미토 번 세력을 쳐내는 냉철함을 보여주기도 하였다. 이어 제1차 조슈 정벌을 마치고 서구 각국이 강경하게 요구해왔고 막부에 있어서도 오랫동안 현안 과제였던 안사이 5개국 조약(安政五カ国条約)의 체결에 대한 칙허를 받아내기 위해 분주하였다. 요시노부 자신이 조정에 대한 교섭을 행해서 마지막으로는 자신의 할복과 그에 이은 가신들의 폭발에 대해 언급하고, 하루 밤낮에 걸친 회의 끝에 마침내 칙허를 얻어내는 데 성공, 교토에 가까운 효고(兵庫)를 개항하는 것에 대해서는 칙허를 받아내지 못하고, 의연히 현안 사항으로 남게 되었다.

### 쇼군 그리고 대정봉환
게이오(慶応) 2년(1866년) 제2차 조슈 정벌(第二次長州征伐)에서 사쓰마 번의 방해를 누르고 요시노부는 조슈 정벌의 칙명을 얻어냈다. 그러나 삿초 동맹(薩長同盟)을 맺은 사쓰마 번의 출병 거부 등, 막부군은 실패를 맛봐야 했다. 그 제2차 조슈 정벌 와중인 7월 20일, 쇼군 이에모치가 오사카 성에서 사망하였다. 요시노부는 조정을 움직여 휴전 조칙을 이끌어냈고, 아이즈 번이나 교토 조정 상층부의 반대를 누르는 형태로 휴전협정 체결에 성공하였다.
이에모치의 후계로 로슈 가타쿠라 가쓰키요(板倉勝静)、오가사와라 나가유키(小笠原長行)는 에도의 이론(異論)을 누르고 요시노부를 차기 쇼군으로 밀었다. 요시노부는 이를 고사하고 8월 20일에 도쿠가와 종가는 상속했지만 쇼군 취임은 거절했고, 12월 5일에 쇼군 선하(宣下)를 받고 나서야 쇼군으로 취임하였다. 이 무렵 요시노부는 확실하게 일본의 개국(開国)을 지향하는 태도를 보이게 되었고 쇼군직 취임을 수락한 것은 개국 체제로의 본격적인 이행을 시야에 두고 있었던 것이다.
요시노부의 정권은 아이즈 번과 구와나 번의 지지를 받았고, 조정과의 밀접한 제휴도 특징이었다. 요시노부는 쇼군 재임 중 한 번도 기나이(畿内)를 떠나지 않았으며, 대부분의 막부 각료들이 교토로 오는 등, 실질적으로 정권을 기나이로 이전해오기를 추진하였다. 또한 요시노부는 쇼군 취임을 전후해서 상급 구게(公家)로부터 측실을 맞이한다는 계획도 있었고, 이러한 사이 그에게 간파쿠(関白) ・ 셋쇼(摂政)를 겸임한다는 구상이 거듭 떠올랐다. 한편 이제까지 정치적으로 오랫동안 그와 대립관계에 있었던 오구리 다다마사(小栗忠順) 등 개혁파 막부 각료들과도 제휴, 게이오 개혁(慶応の改革)을 추진하였다.
요시노부는 프랑스 공사(公使) 레옹 로슈(Léon Roches)를 통해 프랑스로부터 240만 불의 원조를 얻고, 요코스카 제철소(横須賀製鉄所나) 조선소 ・ 수선소(修船所)를 짓고, 쥘 브리네를 비롯한 군사고문단을 초빙하여 군제개혁도 행하였다. 로주의 월번제(月番制)를 폐지하고, 육군총재(陸軍総裁) ・ 해군총재(海軍総裁) ・ 회계총재(会計総裁) ・ 국내사무총재(国内事務総裁) ・ 외국사무총재(外国事務総裁)를 설치하였다. 또한 친동생인 도쿠가와 아키타케(徳川昭武, 시미즈 집안清水家의 당주가 되었다)를 파리 만국박람회에 파견하는 등 막부 신료 자제들의 구미 유학도 장려하였다. 효고 개항 문제에서는 조정을 집요하게 설득해서 칙허를 얻어냈고, 칙허를 얻지 않고 효고 개항을 외친 요시노부를 규탄하는 사쓰마 ・ 에치젠(越前) ・ 도사(土佐) ・ 우와지마(宇和島) 이 사후회의(四侯会議)를 해산으로 몰아갔다.
삿초(薩長) 즉 사쓰마-조슈 동맹이 무력으로 막부를 쓰러뜨린다는 도막(倒幕) 노선으로 나아갈것을 예상한 요시노부는 게이오(慶応) 3년(1867년) 10월 14일, 당시 16세였던 메이지 천황(明治天皇)에게 이제까지 쇼군이 천황을 대신해 행사해오던 일본의 정권을 천황에게 반상(返上) 즉 돌려주겠다는 뜻을 아뢰어 올렸고, 다음날 천황으로부터 칙허를 받았다. 대정봉환(大政奉還)이었다. 종래의 통상적인 견해에 따르면 요시노부는 당시의 조정에 행정능력이 없다고 판단했고 열후회의(列侯会議)를 주도하는 형태로 도쿠가와의 정권을 존속시킬 방법을 모색하고 있었다고 한다. 요시노부는 긴박한 정치 정세 속에서 발생할 내란에 대해 깊이 고민했고 대정봉환으로 인한 정치 체제의 재편은 그 타개책이었다.

### 무진전쟁
대정봉환 이후의 일본의 정치체제에 대해서는 제후회의에 의해 결정되었어야 했지만, 12월에 사쓰마 번 등은 정변을 일으켜 조정을 제압하고 요시노부를 배제하는 신정부 수립을 선언한다. 왕정복고(王政復古)의 대호령이다. 회의에서는 요시노부의 사관납지(辞官納地) 즉 요시노부의 내대신(内大臣) 관직 사직, 막부령(幕府領) 영토에 대한 봉납 등이 결정되었다. 요시노부는 충돌을 피하고자 아이즈 ・ 구와나 번의 병사들과 함께 오사카 성으로 물러났고, 여러 외국 공사들을 모아 자신의 정당성을 주장하였다. 요시노부는 에치젠 번(越前藩) ・ 도사 번(土佐藩)을 움직여 사관납지의 집행을 온화한 형태로, 연말에는 요시노부 자신의 의정(議定) 취임(신정부에 참여)하기로 하는 것이 거의 확정되었다.
그러나 이듬해인 게이오 4년(1868년)에 사이고 다카모리(西郷隆盛)의 수단을 가리지 않은 도발로 더 이상 부하들을 찍어누를 수 없게 된 요시노부는 아이즈 ・ 구와나 번의 병사들과 함께 교토를 향해 진군하였고, 사쓰마 번 병력과 무력 충돌하기에 이른다. 1월 3일에 발발한 도바 후시미 전투(鳥羽・伏見の戦い)에서 옛 막부군이 패퇴하고 형세가 불리하다고 보고 또한 전쟁을 지속할 정도로 병력을 충분히 보유하고 있음에도 불구하고 자신이 지휘하는 옛 막부군의 병사들에게 「천병이 최후의 일병이 되더라도 결코 물러서서는 안 된다」는 엄명을 내리는 한편으로 자신은 진중에 데리고 왔던 측근이나 첩、로주 가타쿠라 가쓰키요나 사카이 다다토시(酒井忠惇)、아이즈 번 번주 마쓰다이라 가타모리(松平容保), 구와나 번주 마쓰다이라 사다아키(松平定敬) 등과 함께 군함 가이요마루(開陽丸)를 타고 에도로 퇴각하였다. 한편 이 당시 가이요마루의 함장 에노모토 다케아키(榎本武揚)에게는 에도로 퇴각한다는 사실을 전하지 않고 다케아키는 전장에 그냥 내버려두었다고 한다.
승리 가능성이 충분히 있었음에도 불구하고 요시노부의 이러한 볼썽사나운 행동에 대해서는 몇 가지 해석이 존재한다. 최근의 연구에서는 요시노부 정권이 천황의 권위를 수중에 넣고 이에 의거하는 형태로써 성립된 것뿐이었고, 이를 다른 세력에게 넘겨주는 시점에서 그의 정치적 생명은 끝나고, 일련의 행동으로 이어졌다는 설이 제창되어 있다. 또한 사쓰마를 칠 각오를 하더라도 조적(朝敵) 즉 천황과 교토 조정의 적이라는 오명을 쓰게 될 것이고 천황(을 끼고 있는 관군)에 대치할 각오까지는 없었다는 설도 있다.『석몽회필기』(昔夢会筆記)에 따르면 요시노부의 본가인 미토 도쿠가와 집안에는 도쿠가와 미쓰쿠니 이래로 「조정과 막부 사이에 혹여 다툼이 일어날 경우, 막부를 등지더라도 조정에 활을 당겨서는 아니된다」(朝廷と幕府にもし争いが起きた場合、幕府に背いても朝廷に弓を引いてはならない)라는 취지의 가훈이 있었다고 한다.
그러나 결과적으로 요시노부를 조적으로 명시한 추토 명령이 교토의 조정에 의해 정식으로 나오게 되었고, 동정대총독(東征大総督) ・ 아리스가와노미야 데루히토 친왕이 거느린 신정부군은 동쪽으로의 진군을 개시했다. 요시노부는 오구리 다다마사를 비롯한 항전파를 누르고 조정에 공순할 것을 주장하였다. 2월에는 가쓰 가이슈(勝海舟)에게 사태 수습을 일임하고 자신은 우에노(上野)의 간에이지(寛永寺) 다이자이인(大慈院)에서 근신에 들어 갔다. 또한 도쿠가와 종가의 가독은 양자인 다야스 가메노스케(훗날의 도쿠가와 이에사토)에게 넘겨주었다.
에도 총공격을 앞두고 이루어진 가쓰 가이슈와 신정부군 참모 사이고 다카모리와의 교섭으로 에도 성은 4월 11일에 신정부군에게 넘겨졌다. 창의대(彰義隊)나 옛 막부 신료들의 폭발을 두려워한 요시노부는 4월 11일 오전 3시에 간에이지 다이자이인을 떠나 미토로 향했다. 미토에서는 고도칸의 지센도(至善堂)에서 근신하였고, 이후 7월에 도쿠가와 집안이 슨푸(駿府)로 이봉(移封)되고 요시노부도 스루가(駿河)의 호다이인(宝台院)으로 옮겼다.
이로써 도쿠가와 집안에 의한 정권은 막을 내렸고, 일본에서 미나모토노 요리토모 이래로 7백 년을 이어져 온 막부 제도나 세이이타이쇼군(征夷大将軍) 관직은 폐지되었으며, 요시노부는 일본 역사상 마지막 세이이타이쇼군으로 남게 되었다.

### 만년의 도쿠가와 요시노부

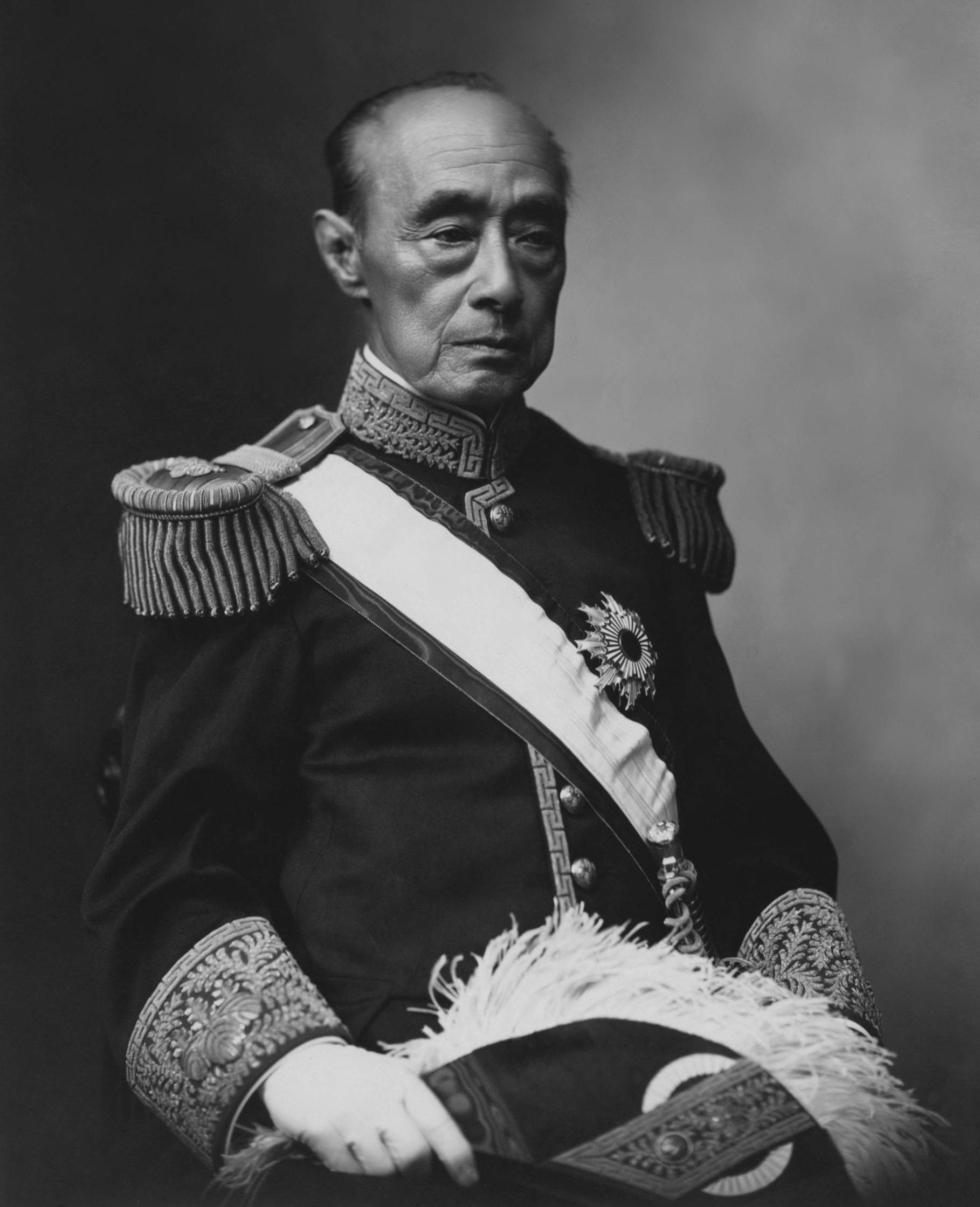
말년의 도쿠가와 요시노부 공작

1869년(메이지 2년) 9월, 무진전쟁(戊辰戦争)의 종결을 맞아 그의 근신도 풀렸다.、이후로도 그는 슨푸 즉 시즈오카(静岡)에서 살았다. 생존 중에 쇼군직을 물러난 것은 11대 이에나리(家斉)도 그러했으나, 오고쇼(大御所)로써 정치 실권을 쥐었던 그들과는 달리 요시노부는 정치적 야심은 전혀 드러내지 않고 윤택한 은거 수당을 가지고 사진 찍기 ・ 사냥 ・ 고기 잡기 ・ 바둑 ・ 요곡(謡曲) 등의 취미에 몰두하는 생활을 보냈고, 「케이키 님」(ケイキ様)이라고 불리며 시즈오카 사람들에게는 친근한 상대였다. 한편으로 옛 막부 신료들이 찾아와도 시부사와 에이이치(渋沢栄一) 등 몇몇을 제외하고는 거의 만나지 않았다. 함께 시즈오카로 이주해 살았던 옛 도쿠가와 가신들이 곤궁한 생활을 하고 있어도 무관심했으며 때문에 「귀하신 분들은 사람의 정을 모른다」(貴人情を知らず)라는 원망의 소리도 적지 않았다고 한다.
1897년(메이지 30년) 11월에 도쿄(東京)의 스가모(巣鴨)로 옮겼다. 이듬해 아리스가와노미야 다케히토 친왕(有栖川宮威仁親王)의 중개로 고쿄(皇居)가 된 옛 에도 성에 찾아가 메이지 천황을 알현하기도 했다.
1901년(메이지 34년) 12월에 고이시카와 구(小石川区) 고히나타 제6천정(小日向第六天町, 지금의 분쿄 구文京区 가스가春日 2초메丁目)의 고다이(高台) 저택으로 옮겨 살았으며 그곳에서 생을 마쳤다. 1902년(메이지 35년) 공작(公爵)의 작위를 받았고, 도쿠가와 종가와는 따로 도쿠가와 요시노부 가(徳川慶喜家)를 일으켜 귀족원(貴族院) 의원에도 취임하였고 35년에 걸쳐 정치에 나서게 되었다(다만 완전한 명예직으로 능동적으로 정치에 관여하지는 못했고, 뭔가 역사에 남길 만한 일을 한 적은 없다).
1910년(메이지 43년) 12월 8일, 일곱째 아들 요시히사(慶久)에게 가독(家督)을 넘겨주고 귀족원 의원을 사임, 은거하면서 다시 취미에 몰두하는 생활로 돌아갔다.
1913년(다이쇼 2년) 11월 22일, (급성 폐렴을 동반한) 감기로 인해 사망하였다. 향년 77세(만 76세 25일). 다이쇼 천황(大正天皇)은 시종(侍従) 가이에다 고키치(海江田幸吉) 자작(子爵)을 파견해 조의금과 폐백(幣帛)을 보내고 칙어(勅語)를 전달하게 하였다. 내용은 이러하다.
國家ノ多難ニ際シ閫外ノ重寄ニ膺リ時勢ヲ察シテ政ヲ致シ皇師ヲ迎ヘテ誠ヲ表シ恭順綏撫以テ王政ノ復古ニ資ス 其ノ志洵ニ嘉スへシ 今ヤ溘亡ヲ聞ク 曷ソ痛悼ニ勝へン 茲ニ侍臣ヲ遣ハシ賻ヲ齎シテ臨ミ弔セシム
국가의 다사다난한 때를 맞아 군사를 지휘하는 자리에서 막중하게 시세를 살펴 그 다스림을 다하였고, 황제의 군을 맞아 실로 드러낸 바는 공순(恭順)과 안무(綏撫)라 이로써 왕정의 복고에 보태었으니, 그 뜻이 가상하도다. 이제 그 사망하였음을 들으니 몹시 애통함을 이기지 못하고 이에 시신을 보내어 부의를 보내고 임하여 조문하게 하노라.

## 가족
- 도쿠가와 요시노부가도 참조.

정실인 미카코는 곤다이나곤 이마데가와 킨히사의 딸이지만, 일단 관백 이치죠 타다요시의 양녀가 되고 나서 요시노부에게 시집왔기 때문에, 메이지 천황의 황후가 된 타다요시의 3녀 이치조 하루코의 양언니에 해당한다. 이 정실과의 사이에서는 안세이 5년 (1858년)에 생후 5일로 요절한 딸만 있을 뿐, 메이지에 이르러 태어난 10남 11녀는 모두 2명의 측실 신무라 노부와 나카네 사치와의 사이에서 얻은 자녀들이다.
도쿠가와 요시노부 공작가를 이은 것은 측실 노부의 아들인 7남 요시히사이며, 이 요시히사의 차녀가 쇼와 천황의 둘째 동생인 노부히토 친왕에게 시집간 키쿠코비이다.
- 정실 : 이치조 미카코 - 이마데가와 킨히사의 딸, 이치죠 타다요시의 양녀
  - 딸 : 경광원전지수영현대동녀 (계명 (瓊光院殿池水影現大童女), 안세이 5년 (1858년) 7월 16일 - 20일) - 이 아이를 포함해 4명의 딸을 얻었지만, 다 요절하였다.
- 측실 : 잇시키 스가 - 정실 미카코의 전 시녀
- 측실 : 신무라 노부 - 마츠다이라 마사타카의 딸, 신무라 타케오의 양녀
  - 장남 : 케이지 (메이지 4년 6월 29일 - 메이지 5년 5월 22일)
  - 장녀 : 쿄코 - 도쿠가와 사토타카의 아내
  - 3녀 : 테츠코 - 도쿠가와 사토미치 (히토츠바시 모치하루의 아들)의 아내 (메이지 8년 10월 27일 - 다이쇼 10년 12월 10일)
  - 5남 : 히로시 - 돗토리번 이케다가 14대 당주 이케다 나카히로. 후작, 귀족원 의원. 다이쇼 천황의 시종장. 이케다 테루토모의 양자
  - 6남 : 히토시 (메이지 11년 8월 17일 - 11월 28일)
  - 6녀 : 요코 (메이지 13년 8월 24일 - 9월 29일)
  - 9녀 : 츠네코 - 후시미노미야 히로야스 왕비
  - 7남 : 요시히사 - 공작, 귀족원 의원, 화족세습재산심의회 의장
  - 11녀 : 에이코 - 도쿠가와 쿠니유키의 아내 (메이지 20년 3월 22일 - 다이쇼 13년 7월 5일)
  - 10남 : 쿠와시 - 백작, 아사노 시멘트 중역. 카츠 카이슈의 데릴사위
- 측실 : 나카네 사치 - 나카네 요시사부로의 딸, 나리타 신쥬로의 양녀
  - 차남 : 젠지 (메이지 4년 9월 8일 - 메이지 5년 3월 10일)
  - 3남 : 타쿠마 (메이지 5년 10월 5일 - 메이지 6년 7월 5일)
  - 4남 : 아츠시 - 남작, 귀족원 의원. 토메이화재보험 이사.
  - 차녀 : 카네코 (메이지 8년 4월 3일 - 7월 22일)
  - 4녀 : 후데코 - 하치스카 마사아키의 아내
  - 5녀 : 요시코 (메이지 11년 8월 17일 - 10월 8일)
  - 7녀 : 나미코 - 마츠다이라 히토시 (마츠다이라 나리타미의 9남)의 아내. (메이지 13년 9월 17일 - 쇼와 29년 1월 13일)
  - 8녀 : 쿠니코 - 오오코우치 키코 (오오코우치 테루나의 장남)의 아내 (메이지 15년 1월 23일 - 쇼와 17년 9월 11일)
  - 10녀 : 이토코 - 시죠 타카치카의 아내 (메이지 16년 9월 18일 - 쇼와 28년 10월 11일)
  - 아들 : (메이지 17년 8월 22일 사산)
  - 8남 : 야스시 (메이지 18년 9월 22일 - 메이지 19년 7월 2일)
  - 9남 : 마코토 - 남작, 귀족원 의원
  - 딸 : (메이지 24년 6월 2일 사산)
- 외첩 : 오요시 (신몬 타츠고로의 딸)

### 내용주
1. ↑  요시노부는 초대 다카마쓰 번(高松藩) 번주였던 마쓰다이라 요리시게(松平頼重)의 넷째 아들 마쓰다이라 요리토시(松平頼侯)의 부계 남자 후손이다.
2. ↑  에도 막부 개창 이래 생모가 아버지의 정실인 쇼군은 제3대 이에미쓰(家光) 이래로 처음 있는 일이기도 했다.
3. ↑  「미토 님 계도」(水戸様系譜, 『도쿠가와 제가 계보』徳川諸家系譜에 수록) 등 일부 사료에는 「七郎麿」로 표기되어 있는데, 요시노부 자신은 서명할 때 「七郎麻呂」라고 썼다. 또한 고산케(御三家) ・ 어삼경(御三卿)의 당주와 적남 이외에는 마쓰다이라(松平) 성을 칭하고 있었다.
4. ↑  시마즈 히사미쓰는 당시 사쓰마 번의 실질적인 권력자이기는 했지만 사쓰마 번의 번주도 아니었고, 교토 조정으로부터 받은 관위도 없었기에 그런 인물로부터 들어오는 노골적인 개입을 막부 신료들은 반기지 않았다.
5. ↑  모두 도쿠가와 나리아키의 아들로 요시노부에게는 형제뻘이다.
6. ↑  이에모치가 후계로 지명했던 다야스 가메노스케(田安亀之助, 훗날의 도쿠가와 이에사토)를 밀던 오오쿠를 중심으로 하는 반요시노부파 세력이나 요시노부의 쇼군 취임을 강경하게 반대했던 미토 번의 움직임 등 요시노부에게로 향해오는 강한 반감이 그가 쇼군직을 고사한 것과도 관련이 있는 것으로 보인다(家近 p.p.113-117).
7. ↑  이는 말하자면 은혜를 갚는 형태로 쇼군이 된 것으로 정치적으로 유리하게 이끌어가려는 목적이었다고 하는 지적도 있는데, 요시노부가 쇼군 취임을 고사한 것이 어떤 정치적 계산에 의한 것이었을 뿐이라는 근거는 물론 그러한 설을 부정할 결정적인 근거도 존재하지 않는다(家近 p.116).
8. ↑  다만 400만 석 전체를 반납하는 것을 마쓰다이라 슌가쿠 등이 나서서 200만 석만 바치게 되었다고 한다.
9. ↑  요시노부는 훗날 자신의 회고록에서 ｢討薩表はあの時分勢いで実はうっちゃらかしておいた｣라고 했다(新人物往来社『徳川十五代将軍グラフティー』 P.143).
10. ↑  「烈公尊王の志厚く、毎年正月元旦には、登城に先立ち庭上に下り立ちて遥かに京都の方を拝し給いしは、今なお知る人多かるべし。予（注・慶喜）が二十歳ばかりの時なりけん。烈公一日予を招きて「おおやけに言い出すべきことにはあらねども、御身ももはや二十歳なれば心得のために内々申し聞かするなり。我等は三家・三卿の一として、幕府を輔翼すべきは今さらいうにも及ばざることながら、もし一朝事起こりて、朝廷と幕府と弓矢に及ばるるがごときことあらんか、我等はたとえ幕府に反くとも、朝廷に向いて弓引くことあるべからず。これ義公（光圀）以来の家訓なり。ゆめゆめ忘るることなかれ」と宣えり。」『昔夢会筆記』